# Bukovka

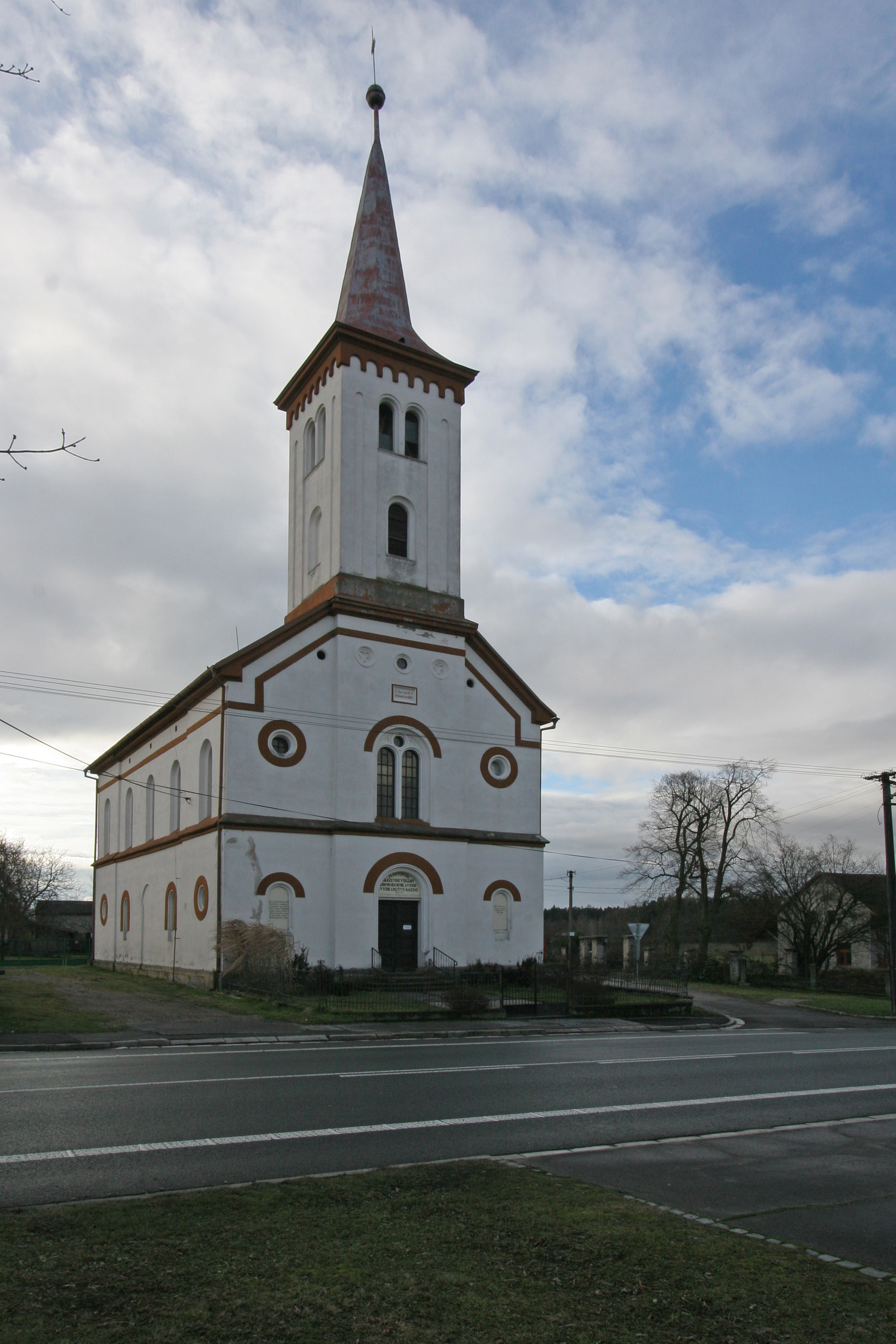
Evangelische Kirche

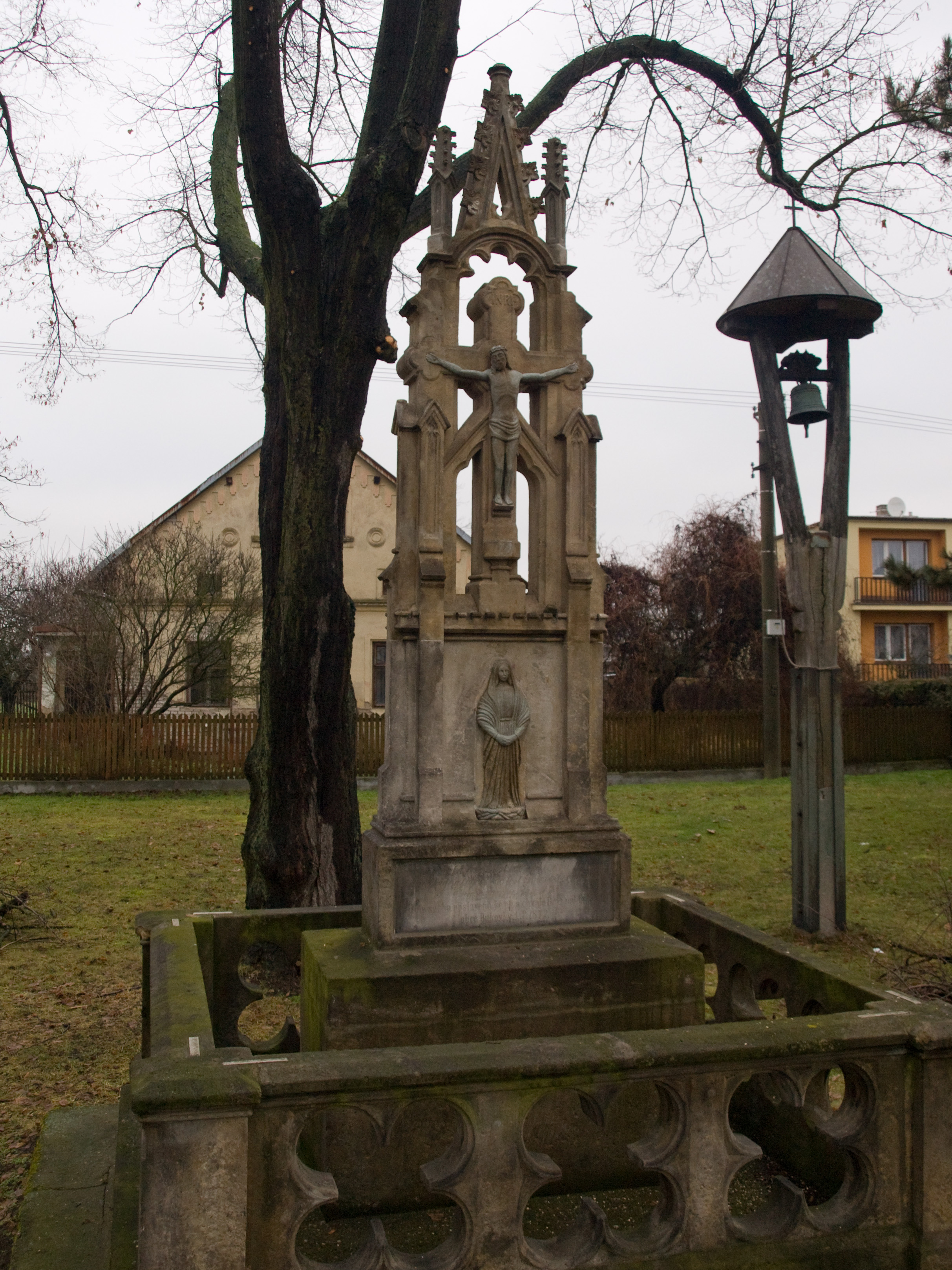
Bildstock und Dorfglocke

Bukovka (deutsch Bukowka) ist eine Gemeinde im Okres Pardubice in Tschechien. Sie liegt fünf Kilometer nordwestlich von Lázně Bohdaneč.

## Geographie
Bukovka befindet sich am Bach Bukovka in der Středolabské tabule (Tafelland an der mittleren Elbe). Durch das Dorf verläuft die Silnice I/36 zwischen Lázně Bohdaneč und Nové Město. Gegen Südosten und Süden erstreckt sich ein Waldgebiet mit den Teichen Skřin, Rozhrna, Horní Jílovky, Dolní Jílovky und Trhoňka.
Nachbarorte sind Pravy und Kuklínky im Norden, Rohoznice und Habřinka im Nordosten, Stéblová im Osten, Na Sádkách, Lázně Bohdaneč und Neratov im Südosten, Přelovice im Süden, Vlčí Habřina und Na Samotě im Südwesten, Vyšehněvice im Westen sowie Rohovládova Bělá und Kasalice im Nordwesten.

## Geschichte
Die erste schriftliche Erwähnung des Ortes erfolgte 1282 im Zusammenhang mit dem Errichtung einer Kapelle in Bělá durch die Vladiken Bukůvký von Bukůvka. Im Jahre 1365 entstand eine neue Feste in Bukovka.
1375 teilten sich die fünf Brüder Rohovlad, Bohuněk, Beneš, Mikuláš und Jan Bukůvký die Güter, wobei Bohuněk Bukovka erhielt. König Sigismund überschrieb den Bukůvký von Bukůvka 1437 das zum erloschenen Benediktinerkloster Opatowitz gehörige Dorf Habřinka. Um 1475 erwarben die Bukůvký auch die Feste Jílovka im Teich Skřin. Später gehörten das Dorf und die Feste Bukovka den Bukovský von Hustiřan. Nach dem Tode des Bavor von Hustiřan verkauften dessen Erben am 14. Oktober 1513 die Feste Bukovka mit den Dörfern Bukovka, Habřinka und Bělá, der wüsten Feste Jílovka sowie dem wüsten Dorf Mokrý für 2500 Schock Groschen an Wilhelm von Pernstein. Im Jahre 1535 verkaufte Johann von Pernstein die Fluren der wüsten Feste Jílovka an das Städtchen Bohdaneč. Als Jaroslav von Pernstein 1560 die Herrschaft Kunburg an König Ferdinand I. veräußerte, gehörte Bukovka zu deren Gütern. 1783 entstand in Bukovka eine helvetische Kirchgemeinde, der 130 Familien aus 23 Dörfern angehörten. Ein Jahr später wurde ein hölzernes Toleranzbethaus geweiht. 1785 wurde ein hölzernes Pfarrhaus gebaut.
Im Jahre 1835 bestand das im Chrudimer Kreis gelegene Dorf Bukowka aus 33 Häusern, in denen 289 Personen, darunter neun helvetische und zwei jüdische Familien, lebten. Im Ort gab es ein helvetisches Bethaus und ein Pastorenhaus. Katholischer Pfarrort war Biela. Bis zur Mitte des 19. Jahrhunderts blieb Bukowka der k.k. Kameralherrschaft Pardubitz untertänig.
Nach der Aufhebung der Patrimonialherrschaften bildete Bukovka ab 1849 mit dem Ortsteil Habřinka eine Gemeinde im Gerichtsbezirk Přelauč. Zwischen 1859 und 1861 erfolgte der Bau der evangelischen Kirche. Ab 1868 gehörte die Gemeinde zum Bezirk Pardubitz. Im Jahre 1900 lebten in den 51 Häusern von Bukovka 418 Personen. 1949 wurde Bukovka dem Okres Přelouč zugeordnet; dieser wurde im Zuge der Gebietsreform von 1960 aufgehoben, seitdem gehört die Gemeinde zum Okres Pardubice.
Die Gemeinde hat 408 Einwohner und lebt von der Landwirtschaft und der Wirtschaft der umliegenden Städte, vor allem Pardubice. 235 Einwohner befinden sich im arbeitsfähigen Alter. Das Medianalter liegt bei 37,3 Jahren.

## Evangelische Kirche
Nachdem Kaiser Joseph II. die Religionsausübung durch das Toleranzpatent am 13. Oktober 1781 ermöglichte, wurde 1784 eine evangelische Bethalle noch ohne Turm und aus Holz an der heutigen Stelle des Gemeindehauses erbaut. Die jetzige evangelische und einzige Kirche des Dorfes wurde zwischen 1859 und 1861 auf Betreiben des Pfarrers und Historikers Josef Dobiáš im Neorenaissancestil errichtet.
1995 und im Folgejahr wurde die Kirche mit finanzieller Hilfe der Stadt Basel und der Gemeindemitglieder rekonstruiert.

## Gemeindegliederung
Die Gemeinde Bukovka besteht aus den Ortsteilen Bukovka (Bukowka) und Habřinka (Habrinka, 1939–45: Hag). Grundsiedlungseinheit ist Bukovka.
Das Gemeindegebiet bildet einen Katastralbezirk.

## Sehenswürdigkeiten
- Evangelische Kirche
- Bildstock auf dem Dorfplatz
- Dorfglocke auf dem Dorfplatz
- Gedenkstein für die Befreiung am 8. Mai 1945